# Renzo Ozzano
Renzo Ozzano (Torino, 4 agosto 1934 – Torino, 29 agosto 2017) è stato un attore e giornalista italiano.

## Biografia
Terzo figlio del primario radiologo Tomaso Ozzano e della farmacista Margherita Garofalo, Renzo passerà quasi tutta la sua vita accanto alla famiglia senza mai sposarsi, vivendo in Borgo San Donato. Dopo aver conseguito la maturità classica, ottiene il secondo posto all'ottavo Concorso Cinematografico a formato ridotto organizzato dalla Fedic Cine Club Piemonte con il documentario Al di là delle nubi. La sua passione però è la fotografia: partecipa a diversi concorsi in cui immortala marine del finalese o idilli boscherecci. Si laurea in scienze politiche con una tesi su Yalta (relatore prof. Giorgio Cansacchi) e per qualche tempo fa l'assistente volontario al professor Filippo Barbano, collaborando ad un testo di sociologia assieme ad altri neolaureati. In seguito passa a al settore commerciale di una ditta di materiale per la fotografia e contemporaneamente svolge attività di pubbliche relazioni per alcuni locali torinesi. Negli anni sessanta frequenta il corso di tecnica cinematografica patrocinato dal Politecnico di Torino. In seguito il suo volto appare su alcuni volantini pubblicitari di aziende cittadine.
Inizia la sua carriera cinematografica con Torino nera di Carlo Lizzani. In seguito il suo nome appare sul manifesto di Ciak si muore.
Interpreta poi il fantino Jean Louis Rossini in Febbre da cavallo, di Steno; da questa pellicola in poi si specializza in ruoli brillanti, tra cui La moglie in vacanza... l'amante in città di Sergio Martino.
In seguito approda in televisione dove recita in alcune fiction poliziesche degli anni ottanta e novanta. La sua ultima partecipazione a un film è nel mediometraggio Calibro70, di Alessandro Rota, nel quale interpreta il ruolo di un banchiere vittima di una rapina.
Si è in seguito dedicato all'attività di giornalista per Torino cronaca, La Repubblica, Il Giornale e per riviste di cinema (Cinema Oggi) e d'arte. Curava periodicamente le guide turistiche delle province di Imperia e Savona. Per circa dieci anni scrisse per la rivista Festival, pubblicata in occasione della manifestazione sanremese.
Dal 2010 al 2013 è stato Consigliere dell'Ordine dei Giornalisti del Piemonte.
È morto a Torino all'età di 83 anni per una mielofibrosi del midollo osseo.

## Filmografia

### Cinema
- Un uomo dalla pelle dura, regia di Francesco Prosperi (1972)
- Torino nera, regia di Carlo Lizzani (1972)
- Ciak si muore, regia di Mario Moroni (1974)
- Fango bollente, regia di Vittorio Salerno (1975)
- La dottoressa del distretto militare, regia di Nando Cicero (1976)
- Bluff - Storia di truffe e di imbroglioni, regia di Sergio Corbucci (1976)
- Febbre da cavallo, regia di Steno (1976)
- L'altra metà del cielo, regia di Franco Rossi (1977)
- La stanza del vescovo, regia di Dino Risi (1977)
- La bidonata, regia di Luciano Ercoli (1977)
- La soldatessa alla visita militare, regia di Nando Cicero (1977)
- Tre tigri contro tre tigri, regia di Sergio Corbucci e Steno (1977)
- Io tigro, tu tigri, egli tigra, regia di Giorgio Capitani e Renato Pozzetto (1978)
- La soldatessa alle grandi manovre, regia di Nando Cicero (1978)
- Aragosta a colazione, regia di Giorgio Capitani (1979)
- Supersexymarket, regia di Mario Landi (1979)
- Sabato, domenica e venerdì, regia di Castellano e Pipolo, Pasquale Festa Campanile e Sergio Martino (1979)
- La ripetente fa l'occhietto al preside, regia di Mariano Laurenti (1980)
- La moglie in vacanza... l'amante in città, regia di Sergio Martino (1980)
- La settimana bianca, regia di Mariano Laurenti (1980)
- L'onorevole con l'amante sotto il letto, regia di Mariano Laurenti (1981)
- La dottoressa preferisce i marinai, regia di Michele Massimo Tarantini (1981)
- La maestra di sci, regia di Alessandro Lucidi (1981)
- I carabbimatti, regia di Giuliano Carnimeo (1981)
- Eccezzziunale... veramente, regia di Carlo Vanzina (1982)
- Sbirulino, regia di Flavio Mogherini (1982)
- La sai l'ultima sui matti?, regia di Mariano Laurenti (1982)
- Carabinieri si nasce, regia di Mariano Laurenti (1985)
- Via Montenapoleone, regia di Carlo Vanzina (1987)
- Montecarlo Gran Casinò, regia di Carlo Vanzina (1987)
- Non scommettere mai con il cielo, regia di Mariano Laurenti (1987)
- Le finte bionde, regia di Carlo Vanzina (1989)
- Ci sono anch'io, regia di Leone Mancini (1996)
- Bagnomaria, regia di Giorgio Panariello (1999)
- Calibro70, regia di Alessandro Rota – cortometraggio (2009)

### Televisione
- La vedova e il piedipiatti - episodio "Domenica prossima" (1979)
- Verso l'ora zero (1980)
- Ricatto internazionale - secondo episodio (1980)
- La freccia nel fianco (1983)
- Piccolo mondo antico - terzo episodio (1983)
- Melodramma - primo episodio (1984)
- Aeroporto internazionale - episodio "Atterraggio morbido" (1985)
- Ferragosto O.K. (1986)
- Atelier - episodio "Venerdì 17" (1987)
- Casa Vianello - episodi "Il trasloco", "Sette per uno", "Camping Vianello" e "L'ospite a pagamento" (1990-1993)
- La stella del parco (1991)
- La villa stregata (1994)
- Norma e Felice - episodio "Sotto le ali niente" (1995)
- Piovuto dal cielo (2000)
- Maria Josè - L'ultima regina, regia di Carlo Lizzani (2002) - film TV

#### Pubblicità
Partecipò inoltre a numerose edizioni della rubrica pubblicitaria televisiva Carosello:
- 1973: per il lassativo Euchessina della Antonetto;
- 1973, 1974, 1975 e 1976: insieme a Paola Quattrini per il Caffè Paulista della Lavazza;
- 1974 e 1975: per l'aperitivo Punt e Mes della Carpano
- 1975: per l'Associazione nazionale fra le imprese di Assicurazione (ANIA); per il tonno Maruzzella della Igino Mazzola S.p.A.
- 1976: per il liquore Cremidea Beccaro, Amarà, insieme a Ugo Bologna; per il Rabarbaro Bergia; per i biscotti Pavesini della Pavesi.
- 1981: per la Fiat Panda,assieme numerosi altri caratteristi

## Doppiatori italiani
- Manlio De Angelis in Bluff - storia di truffe e di imbroglioni
- Gianni Marzocchi in Febbre da cavallo
- Renato Cortesi in La moglie in vacanza... l'amante in città